# Myiothlypis
Myiothlypis es un género de aves paseriformes perteneciente a la familia Parulidae que agrupa a especies nativas en su gran mayoría de América del Sur (una especie en América Central) y que se distribuyen desde el norte de Honduras hasta el norte de Argentina y Uruguay. Son conocidos popularmente como reinitas, chivíes o arañeros, entre otros. La mayoría de las especies actualmente en el presente pertenecieron anteriormente al género Basileuterus y algunas a Phaeothlypis.

## Etimología
El nombre genérico femenino «Myiothlypis» se compone de las palabras del griego «muia» que significa ‘mosca’, y «thlupis», un pequeño pájaro no identificado, tal vez algún tipo de pinzón o curruca. En ornitología «thlypis» significa parúlido.

## Características
Los especies de este género son un grupo numeroso de parúlidos pequeños, miden entre 13,5 y 14,5 cm de longitud, de plumaje apagado, la mayoría son color oliva por arriba y amarillo por abajo, muchos con un patrón de cabeza distintivo. Habitan en el sotobosque de selvas húmedas y encuentran su mayor diversidad en los Andes, donde algunas especies tienen áreas de distribución bastante limitadas. Son muy vocales, y frecuentemente emiten cantos alegres, en algunos casos bastante musicales.

## Lista de especies
Según las clasificaciones del Congreso Ornitológico Internacional (IOC) y Clements Checklist/eBird el género agrupa a las siguientes especies con el respectivo nombre popular de acuerdo con la Sociedad Española de Ornitología (SEO) u otro cuando referenciado, y con algunas diferencias entre las clasificaciones comentadas a seguir:
| Imagen | Nombre científico                      | Autor                          | Nombre común              | Estado de conservación | Distribución |  |
| ------ | -------------------------------------- | ------------------------------ | ------------------------- | ---------------------- | ------------ |  |
|        | Myiothlypis luteoviridis               | (Bonaparte, 1845)              | reinita citrina           | LC                     |              |  |
|        | Myiothlypis (luteoviridis) striaticeps | Cabanis, 1873                  | reinita citrina peruana   | LC                     |              |  |
|        | Myiothlypis (luteoviridis) euophrys    | (P.L. Sclater & Salvin, 1876)  | reinita citrina boliviana | LC                     |              |  |
|        | Myiothlypis basilica                   | (Todd, 1913)                   | reinita de Santa Marta    | NT                     |              |  |
|        | Myiothlypis leucophrys                 | (Pelzeln, 1868)                | reinita cejiblanca        | LC                     |              |  |
|        | Myiothlypis flaveola                   | Baird, 1865                    | reinita amarillenta       | LC                     |              |  |
|        | Myiothlypis leucoblephara              | (Vieillot, 1817)               | reinita silbona           | LC                     |              |  |
|        | Myiothlypis signata                    | (Berlepsch & Stolzmann, 1906)  | reinita paticlara         | LC                     |              |  |
|        | Myiothlypis nigrocristata              | (Lafresnaye, 1840)             | reinita crestinegra       | LC                     |              |  |
|        | Myiothlypis fulvicauda                 | (Spix, 1825)                   | reinita culiparda         | LC                     |              |  |
|        | Myiothlypis rivularis                  | (Wied-Newied, 1821)            | reinita ribereña          | LC                     |              |  |
|        | Myiothlypis (rivularis) mesoleuca      | (P.L. Sclater, 1865)           | reinita ribereña norteña  | LC                     |              |  |
|        | Myiothlypis bivittata                  | (d'Orbigny & Lafresnaye, 1837) | reinita bandeada          | LC                     |              |  |
|        | Myiothlypis (bivittata) roraimae       | (Sharpe, 1885)                 | reinita de Roraima        | LC                     |              |  |
|        | Myiothlypis chrysogaster               | (Tschudi, 1844)                | reinita ventridorada      | LC                     |              |  |
|        | Myiothlypis chlorophrys                | (Berlepsch, 1907)              | reinita del Chocó         | LC                     |              |  |
|        | Myiothlypis conspicillata              | (Salvin & Godman, 1880)        | reinita embridada         | NT                     |              |  |
|        | Myiothlypis cinereicollis              | (P.L. Sclater, 1864)           | reinita gorjigrís         | NT                     |              |  |
|        | Myiothlypis fraseri                    | (P.L. Sclater, 1884)           | reinita de Fraser         | LC                     |              |  |
|        | Myiothlypis coronata                   | (Tschudi, 1844)                | reinita coronirroja       | LC                     |              |  |
|        | Myiothlypis griseiceps                 | (P.L. Sclater & Salvin, 1868)  | reinita cabecigrís        | EN                     |              |  |

## Taxonomía
Usando tanto análisis de ADN mitocondrial como ADN nuclear, Lovette et al. (2010) establecieron una hipótesis filogenética para todos los géneros y casi todas las especies de la familia Parulidae. El amplio muestreo de taxones de Lovette et al indicó que el amplio género Basileuterus como anteriormente definido no era monofilético y que el género Myiothlypis precisaba ser resucitado para un gran número de especies incluidas antes en Basileuterus; y que el género Phaeothlypis debería ser también fundido con aquel. La Propuesta N° 571 al Comité de Clasificación de Sudamérica (SACC) aprobó la adopción de una nueva clasificación genérica para la familia Parulidae. Como consecuencia las especies arriba listadas pasaron a integrar el presente género.